# 피치피치핏치의 등장인물 목록
다음은 애니메이션 피치피치핏치의 등장인물 목록이다. 

## 주요 등장인물

### 머메이드 프린세스
나나미 루치아(七海るちあ, 루치아)
성우 - 나카다 아스미 / 소연
루치아 프로필:
| 신장   | 158 cm          |
| 생일   | 7월 3일         |
| 별자리 | 게자리 (점성술) |
| 혈액형 | O형             |
| 색깔   | 분홍색          |

북태평양의 머메이드 프린세스로 핑크색 진주의 인어. 7년 전에 카이토에게 넘겨준 진주를 찾기 위해 지상에 올라왔다. 인어일 땐 아름다운 목소리로 적을 물리치지만 인간의 모습일 땐 엄청난 음치이다.
호우쇼 하논(宝生波音, 하음파)
성우 - 테라카도 히토미 / 신소윤
하논 프로필:
| 신장   | 152 cm              |
| 생일   | 5월 24일            |
| 별자리 | 쌍둥이자리 (점성술) |
| 혈액형 | B형                 |
| 색깔   | 물색                |

남대서양의 머메이드 프린세스로 블루 진주의 인어. 루치아가 지상에서 만난 첫 번째 머메이드 프린세스로 처음에는 인간을 사랑해서는 안 된다는 결심을 하고 있었지만 음악 선생인 타로에게 반하여 그를 짝사랑한다. 퓨어편에서는 연하의 소년 나기사에게 고백을 받지만, 나기사를 싫어한다. 그러나 시간이 지나면서 나기사에게 호감을 갖게 된다. 꽃미남을 밝힌다.
토우인 리나(洞院リナ, 성리나)
성우 - 아사노 마유미 / 배정미
리나 프로필:
| 신장   | 163 cm            |
| 생일   | 9월 2일           |
| 별자리 | 처녀자리 (점성술) |
| 혈액형 | AB형              |
| 색깔   | 녹색              |

북대서양의 머메이드 프린세스로 녹색 진주의 인어. 쿨하고 조용한 성격으로 북극해의 머메이드 프린세스 노엘을 놔두고 도망쳐야 했던 자신을 죄책하기도 한다. 퓨어편에서는 마시히로에게 호감을 품게 된다.
카렌(かれん)
성우 - 코구레 에마 / 하미경
색깔 -      보라색
남극해의 머메이드 프린세스로 퍼플 진주의 인어. 평소에는 냉정하고 침착한 성격으로 리나에 대한 원망 때문에 단독으로 행동하는 경우가 많다. 처음에는 루치아 일행에게 차갑게 대했으나 나중에는 리나에 대한 원망을 풀게 되면서 나중에는 루치아 일행과 같이 행동하여 자신의 쌍둥이 언니인 노엘을 구한다. 그리고 퓨어편에서 사랑을 하지만 남극해의 머메이드 프린세스의 사명으로 고백을 하지 않는다.
노엘(ノエル)
성우 - 나가타 료코 / 안현서
색깔 -      남색
북극해의 머메이드 프린세스로 인디고 진주의 인어. 남극해의 머메이드 프린세스 카렌의 쌍둥이 언니이며, 리나를 감싸다가 가이토에게 붙잡혀 있었지만 나중에는 코코와 함께 나중에는 루치아 일행의 도움으로 풀려난다.
코코(ココ)
성우 - 아라이 사토미 / 문남숙
색깔 -      노란색
남태평양의 머메이드 프린세스로 옐로 진주의 인어. 인도양의 머메이드 프린세스 사라와는 친한 친구 사이로 노엘과 마찬가지로 가이토에게 붙잡혀 있었지만 나중에는 노엘과 함께 루치아 일행의 도움을 받고 풀려난다.
사라(沙羅)
성우 - 우에다 카나 / 임주현
색깔 -      주황색
인도양의 머메이드 프린세스로 오렌지 진주의 인어. 남태평양의 머메이드 프린세스 코코와는 친한 친구 사이였다. 타로의 음악에 이끌려 사랑하는 사이가 되지만, 헤어진다. 나중에는 타로를 납치하지만, 진실한 마음으로 화해하여 성이 부서지게 되어 가이토와 함께 죽는다. 퓨어편에서는 정령으로 나타나 루치아를 도와준다.
세이라(星羅)(세라)
성우 - 키타무라 에리 / 은정
색깔 -      주황색
퓨어편에서 등장하는 머메이드 프린세스로 사라의 후계자이다. 사라가 루치아에게 진주를 맡기게 되면서 그 진주에서 태어났다. 미켈에게 마음의 조각을 빼앗기기도 했지만 미켈을 알게 된 이후 미켈을 이해하여 루치아 일행과 함께 미켈을 구해준다.

### 그 외
도모토 카이토(강해인)
성우 - 키시오 다이스케 / 변현우
7년 전 바다에서 자신을 구해 준 머메이드를 그리워 하고 있지만, 그 머메이드가 루치아와 동인 인물인 것을 모른다. 하지만 나중에는 루치아가 머메이드 프린세스라는 사실을 알게 된다. 판달랏사 족이며 가이토(가쿠토)의 동생이자 분신이기도 하다.퓨어편에서 행방불명 된다
미즈키 타로(한수민)
성우 - 키리이 다이스케 / 정재헌
루치아들이 다니는 학교의 음악교사로 조용한 성격을 가졌다. 하논이 짝사랑 하고 있는 상대였지만 자신은 사라에 대한 그리움을 갖고 있다. 사라와는 아시아 여행을 가던 중 만나게 되었으나 한때 사라에 의해 가이토(해신)의 성에 납치되기도 했지만 나중에 사라와 화해를 한다. 퓨어편에서는 잠깐동안 등장한 후 독일로 유학을 떠나게 되며 출국 직전 하논에게 자신이 직접 작곡한 '물빛의 선율(하늘색 멜로디)' 을 선물해 주고 떠난다.
나나미 니코라(니콜라)
성우 - 사이토 에리 / 전숙경
펄피어리 호텔에서 루치아,하논,타키(타라)와 함께 지내고 있으며 루치아의 언니라는 설정하에 등장하였다. 인어들 중 가장 나이가 많다.
아쿠아 레지나(레지나)
성우 - 야마카도 쿠미 / 배정미
바다의 여신으로 머메이드 프린세스들을 총괄하는 절대적인 존재이다. 300년 전 판달랏사를 판달랏사 성에 봉인하여 히포칸포스에게 열쇠를 맡겼다. 원래는 머메이드 프린세스 7명이 모두 모인 경우에만 나타나지만 의외로 루치아, 하논, 리나가 위기에 처했을 때 잠시 나타나서 그녀들을 구해주기도 하였다. 

힛포(히포칸포스)
성우 - 이토 미야코 / 조현정
루치아와 함께 북태평양에서 인간세계로 올라온 펭귄으로 말을 할 수 있으며 머메이드 진주를 추적하는 진주레이더를 가지고 있다. 한때 인간으로 변신하는 때도 있으나 이 때는 레몬색 금발에 모자를 쓴 미소년의 모습을 하고 있지만 사실은 전설 속의 동물인 '히포칸포스'였다. 가이토의 부하 중 다크러버스의 유리에게 마음을 주게 되어 사랑하게 되지만 유리는 사라지게 되고만다.
메르(미루)
성우 - 코구레 에마 / 전숙경
남대서양에서 인간세계로 올라온 어린 인어로 하논(음파)를 만나기 위해 올라왔다. 가이토(해신)가 하논(음파)의 남대서양성(城)을 붕괴시켰을 때 엄마와 생이별하여 엄마를 찾고 있다. 하지만 하논이 인간인 타로(한수민)와 사랑하는 모습을 보게되자 실망을 느껴 다크러버스의 유리와 합세하게 되었다가 오히려 속아서 붙잡히게 된다. 후에 엄마를 찾게되어 남대서양으로 돌아갔으나 카이토(강해인)에게 반해서 카이토를 보기위해 다시 인간세계로 올라왔다.
아우리
성우 - 칸베 미유키 / 장경희
전복조개의 요정이기도 하며 진주조개의 요정이기도 한 타키(타라)의 친척뻘이 되기도 한다. 루치아와 힛포와는 이전에 만나서 알고있는 사이이며 점술가가 되길 희망한다.
아마기 미칼(은소리)
성우 - 신타니 료코 / 문남숙
퓨어편에 등장하는 의문의 소녀. 카이토(강해인)가 하와이에 갔을 때 쓰러졌던 것을 보고 구해준 것을 계기로 카이토에게 은근히 집착하게 된다. 병약하고 힘없는 몸 때문에 외출을 거의 하지 않으며 자주 앓아눕는 때가 많다. 한때 미켈에 의해 흡수되었다가 미켈이 고대인류와 함께 사라졌을 때 아기의 모습으로 돌아와 제2의 인생을 시작하게 된다.
아마기 리히토(은테리)
성우 - 마즈시마 타카히로 / 박웅선
퓨어편에 등장하는 인물이며 카이토가 하와이로 떠나게 되자 공항에 마중나온 루치아와 마주쳤던 인물. 세계적인 음악 지휘자이며 미칼(은소리)의 오빠이기도 하다. 병약한 동생을 보살펴주는 자상함이 있으나 부친에 대한 원망을 한다.
하마사키 마사히로(차승하)
성우 - 후루시마 키요타카 / 홍범기
퓨어편에 등장하는 소년으로 대기업 가문의 아들이며 와일드한 면이 짙다. 물 속에 들어가려는 리나를 보고 자살하는 것으로 오인한 계기로 리나를 알게 되었으며 복싱을 하고 있다.
시라이 나기사(윤호수)
성우 - 쿠사카 치히로 / 이영아
루치아들과 같은 학교에 다니는 남학생으로 미즈키(한수민)와 이별을 한 하논(음파)을 만나게 된 후로 하논에게 관심을 가지게 되었다. 하논은 처음엔 나기사를 매우 싫어했지만 나중에는 점 점 좋아하게 되었다.

### 적 캐릭터
가이토(ガイト/ 가쿠토, 해신)
성우 - 키시오 다이스케 / 변현우
일명 '어둠의 제왕'으로 불리며 바다 세계를 지배하려는 인물로 카이토(강해인)의 친형이기도 하다. 어릴 때 운명의 장난으로 자신은 바닷속의 어둠 속에 갇혀 물고기(다크 러버스)와 사라가 찾아와 함께하게 되었으며 머메이드 프린세스 진주로 아쿠아레지나를 소환시키기 위해 한때 코코와 노엘을 콜렉션으로 삼기도 했다. 그러나 머메이드 프린세스들의 저지로 좌절되었으며 사라와 물고기로 변한 부하들과 함께 바닷 속으로 사라지게 된다. 원작에서는 '가쿠토' 로 불린다.
이즈루(イズール, 이즐）
성우 - 이시즈카 시오리 / 안현서
가이토의 부하 중 한 명이며 원래는 물고기였지만 가이토(해신)에 의해 부하가 되어 다크 러버스 그룹에 속하게 되었다. 하지만 나중에 가이토가 힘을 소진하자 힘을 불어넣은 후 다시 물고기가 되어 가이토(해신)와 함께 사라진다. 물의 용을 조종한다.
에릴(エリル
성우 - 마츠오카 유키 / 조현정
가이토의 부하 중 한 명이며 역시 물고기였지만 가이토(해신)에 의해 부하가 되었으며 다크 러버스 그룹에 속하게 되었다. 눈이 붉은 눈으로 변하는 무서운 모습과 우스꽝스러운 얼굴을 동시에 하고 있다. 우스꽝스러운이였다가 돌면 무서운 얼굴로 변한다.
유리(ユーリ)
성우 - 혼다 사에코 / 전숙경
가이토 부하이자 다크 러버스 그룹에 속해 있으며 빨간 옷에 연녹색 머리를 하고 있다. 힛포가 인간 모습으로 있을 때 그의 모습을 보고 사랑에 빠지게 되었으나 나중에 가이토(해신)와 사라지게 된다.
마리아(マリア)
성우 - 코바야시 사나에 / 이미향
가이토 부하이자 다크 러버스 그룹에 속해 있고 얼음공격을 통해 무엇이든지 얼려버리는 능력을 갖고 있지만 나중에 가이토(해신)와 사라지게 된다.
셰셰(シェシェ)
성우 - 츠지야 미키 / 송정희
블랙 시스터즈에 속해 있는 가이토의 부하였지만 나중에는 노엘과 코코의 진주를 가져가 가이토(해신)를 배신하고 다크 러버스와 대결하게 되었다가 노엘과 코코의 진주를 떨어트려 한때 가이토에 의해 물고기로 돌아갔으나 퓨어편에서 미켈에 의해 부활되어 머메이드 프린세스와 대결하게 되었지만 미켈에 의해 흡수되어 사라진다.
미미(ミミ）
성우 - 시타야 노리코 / 이현주
블랙 시스터즈에 속해 있는 가이토의 부하였으며 셰셰와는 자매사이. 셰셰와 마찬가지로 가이토를 배신하고 독자적인 행동을 하였으나 가이토에 의해 셰셰와 함께 물고기로 돌아갔다가 미켈에 의해 부활하여 머메이드 프린세스와 대결하게 되었지만 나중에 가서 머메이드 프린세스들의 정체를 알게 된 후 절망감에 빠지다가 미켈에 의해 흡수되었다. 한때 인간 모습으로 머메이드 프린세스들이 인간 모습으로 있었을 때 만난 적이 있었다.
미켈(ミケル)
성우 - 미나가와 쥰코 / 최하나
퓨어편에 등장하는 머메이드 프린세스들의 새로운 적이었지만 가끔 심장 발작을 일으키는 경우가 있다. 한때 세이라(세라)를 흡수하여 힘을 기르게 되었지만 이후에도 발작을 가끔 일으키는 성향이 있으며 이후에는 블랙 시스터즈와 자신의 부하들까지 흡수하고 마침내는 미칼(은소리)까지 흡수하게 되어 힘을 기르게 되는데 특히 미칼과 분신이었다는 일설이 있다. 하지만 마지막에 고대인류의 출연으로 고대 인류와 함께 사라지게 된다.
레이디 배트
성우 - 코바야시 사나에 / 조현정
미켈의 부하 중 한 명이며 등에 박쥐 날개를 달고 있다. 머메이드 프린세스들을 강력한 음악으로 공격하지만 미즈키(한수민)이 작곡한 하논(음파)의 노래 때문에 후퇴한다. 나중에 가서 미켈에 의해 흡수되어 사라진다.(뱀파이어=흡혈귀)
란파(ランパ)
성우 - 코지마 메구미 / 이미향
미켈의 부하 중 한 명이며 음악으로 상대를 마음껏 조종하는 악당으로 12개의 분신을 배출하기도 한다. 나중에 미켈에 의해 강제 흡수되어 사라진다.(중국풍)
아라라(アララ)
성우 - 쿠라타 마사요 / 이영아
미켈의 부하이며 '아라라 등장이요~'라는 대사를 자주 내뱉는다. 불(火)을 다루는 능력이 있으며 인간계에 올라왔다가 오히려 아이돌로 데뷔하기도 하였다. 나중에 미켈에 의해 강제 흡수되어 사라진다.(요정)
후쿠짱(プク)
성우 - 코바야시 사나에 / 하미경
머리는 인간, 몸은 새(鳥)의 모습을 하고 있는 반인반수(半人半獸)의 요정. 고대 인류의 부활에 사명을 띠고 인간계에 파견되었으며 코믹한 모습을 보이지만 나중에는 무서운 모습을 보인다.(정체가 드러나자 미켈을 조종하게 됨)

### 극장판 캐릭터

#### 이집트 주변 캐릭터
아데스 베이
???.
세티 1세
???.
이모텝
???.
아낙수나문
???.
스콜피온 킹/마테유스
???.

#### 극장판 1기 캐릭터

##### 파트 1 캐릭터
베니 가버
???.
앨런 챔벌린
???
버나드 번스
???
아이작 헨더슨
???.
데이비드 대니얼스
???.
테런스 베이 박사
???.
개드 핫산
???.
윈스턴 헤이블록
???.
도적
???.
간수
???.

##### 파트 2 캐릭터
이지 버튼스
???.
발터스 하페즈
???.
로크-나
???.
샤페크
???.
레드 윌리츠
???.
제이콥 스파이비
???.
자크 클레몬스
???.

#### 극장판 2기 캐릭터
카산드라
???.
멤논
???.
발타자르
???.
필로스
???.
아르피드
???.
타크멧
???.
쏘락
???.
제섭
???.
페론 왕
???.
이시스 여왕
???.
대장
???.
부족장
???.

#### 극장판 3기 캐릭터
미친 개 머과이어
???.
로저 윌슨
???.
지유안
???.
린
???.
황제
???.
밍장군
???.
양장군
???.
초이
???.

### 크리쳐
스캐럽
???.
이모텝의 사제
???.
하무납트라 경비병
???.
아누비스 군대
???.
피그미
???.
예티
???.
병마용
???.
언데드
???.